# Henrik Themptander
Nils Henrik Robert Themptander, född den 23 oktober 1875 i Stockholm, död den 23 mars 1924, var en svensk ämbetsman. Han var son till Robert Themptander.
Themptander avlade juris utriusque kandidatexamen i Uppsala 1902. Han blev kanslisekreterare i finansdepartementet 1912, expeditionschef där 1913 och generaltulldirektör 1917.